# デブラ・ウィンガー
デブラ・ウィンガー（Debra Winger, 1955年5月16日 - ）は、アメリカ合衆国の女優である。

## 来歴
デブラ・ウィンガー（本名：Mary Debra Winger）は、オハイオ州クリーブランドハイツのユダヤ人家庭に生まれた。15歳で高校を卒業したのち、16歳で単身イスラエルに渡り、数か月の間キブツで過ごす。帰国後、ウィンガーは交通事故に遭い、その結果10ヶ月間、脳出血により左半身は麻痺し、意識は戻らなかった。当初ウィンガーは二度と回復しないと宣告された。彼女は闘病生活の中で人生について考えるうちに、もしも回復したら、カリフォルニア州に移って女優になろうと決心した。
ウィンガーが最初に得た役は、1977年の米テレビドラマ『ワンダーウーマン』のヒロイン、ダイアナ・プリンスの妹で、ワンダーガールであるドルシラ。最初の主演作は、1980年にジョン・トラボルタと共演した『アーバン・カウボーイ』だった。ウィンガーはこの作品で英国アカデミー賞にノミネートされた。
1982年には『キャナリー・ロウ』でニック・ノルティと共演。また同年、リチャード・ギアと主演した『愛と青春の旅立ち』でアカデミー賞主演女優賞にノミネートされた。1986年には、『夜霧のマンハッタン』でロバート・レッドフォード、ダリル・ハンナと共演した。『ET』では、デジタル加工されたウィンガーの声が使われているが、映画にクレジットはされていない。1993年の『永遠の愛に生きて』の演技で、ウィンガーは二度目の英国アカデミー賞主演女優賞にノミネートされた。
1995年、ウィンガーは映画界から離れた。2001年に、彼女の夫アーリス・ハワードが脚本を書き、監督をした『Big Bad Love』で映画に復帰をする。この映画は、彼女のプロデューサーとしてのデビューにもなった。
2002年公開のロザンナ・アークエット監督・脚本・出演のドキュメンタリー映画『デブラ・ウィンガーを探して』が批評家の絶賛を浴びた。2005年のテレビ映画『コロンバインの空に コロンバイン高校事件を乗り越えて』はエミー賞にノミネートされ、ウィンガーの女優復帰を改めて印象づけた。
2012年にはブロードウェイ・デビューを果たしたが、不評で早くに閉幕することとなった。

### 私生活
ウィンガーは1986年から1990年まで、俳優のティモシー・ハットンと結婚していた。アラン・ルドルフ監督の『メイド・イン・ヘブン』で共演。主演はハットンで、ウィンガーは男装のカメオ出演であった。二人の間には1987年に産まれた息子のノア・ハットンがいる。1996年に映画監督で俳優のアーリス・ハワードと再婚、1997年に息子が生まれ、現在に至る。
『愛と追憶の日々』をネブラスカ州リンカーンで撮影していた時、ウィンガーは元上院議員(ネブラスカ州選出)のボブ・ケリーとデートしていた。

## アカデミー賞のノミネート歴
- 1982年の映画 アカデミー主演女優賞 『愛と青春の旅だち』
- 1983年の映画 アカデミー主演女優賞 『愛と追憶の日々』
- 1993年の映画 アカデミー主演女優賞 『永遠の愛に生きて』

## 主な出演作品
| 公開年 | 邦題 原題                                                     | 役名                             | 備考                                                |
| ------ | ------------------------------------------------------------- | -------------------------------- | --------------------------------------------------- |
| 1976   | 恋のスランバー・パーティ Slumber Party '57                    | デビー                           |                                                     |
| 1978   | リトル・ランナー Special Olympics                             | シェリー                         | テレビ映画                                          |
| 1978   | イッツ・フライデー Thank God It's Friday                      | ジェニファー                     |                                                     |
| 1979   | フレンチグラフィティ French Postcards                         | メラニー                         |                                                     |
| 1980   | アーバン・カウボーイ Urban Cowboy                             | シシー                           |                                                     |
| 1982   | 吹きだまりの町 Cannery Row                                    | スージー                         |                                                     |
| 1982   | 愛と青春の旅だち An Officer and a Gentleman                   | ポーラ・ポクリフキ               |                                                     |
| 1983   | 愛と追憶の日々 Terms of Endearment                            | エマ                             |                                                     |
| 1984   | マイクス・マーダー Mike's Murder                              | ベティ・パリッシュ               |                                                     |
| 1986   | 夜霧のマンハッタン Legal Eagles                               | ローラ・ケリー                   |                                                     |
| 1987   | ブラック・ウィドー Black Widow                                | アレックス・バーンズ             |                                                     |
| 1987   | メイド・イン・ヘブン Made in Heaven                           | エメット                         |                                                     |
| 1988   | 背信の日々 Betrayed                                           | キャサリン・ウィーヴァー         |                                                     |
| 1990   | もうひとつのラブストーリー Everybody Wins                     | アンジェラ                       |                                                     |
| 1990   | シェルタリング・スカイ The Sheltering Sky                     | キット                           |                                                     |
| 1992   | 奇跡を呼ぶ男 Leap of Faith                                    | ジェーン・ラーソン               |                                                     |
| 1993   | ワイルダー・ナパーム Wilder Napalm                            | ヴィダ                           | 別題『ファイヤー・ブラザーズ 史上最大の兄弟ゲンカ』 |
| 1993   | 欲望 A Dangerous Woman                                        | マーサ・ホーガン                 |                                                     |
| 1993   | 永遠の愛に生きて Shadowlands                                  | ジョイ・グレシャム               |                                                     |
| 1995   | 彼と彼女の第2章 Forget Paris                                  | エレン・アンドリュース・ゴードン |                                                     |
| 2002   | デブラ・ウィンガーを探して Searching for Debra Winger         | 本人                             | ドキュメンタリー映画                                |
| 2003   | 僕はラジオ Radio                                              | リンダ                           |                                                     |
| 2005   | コロンバインの空に コロンバイン高校事件を乗り越えて Dawn Anna | ドーン・アンナ・タウンゼント     | テレビ映画                                          |
| 2005   | ルワンダ流血の4月 Sometimes in April                          | プルーデンス                     | テレビ映画                                          |
| 2008   | レイチェルの結婚 Rachel Getting Married                       | アビー                           |                                                     |
| 2010   | ロー&オーダー Law & Order                                     |                                  | テレビシリーズ、エピソード: Boy on Fire             |
| 2010   | In Treatment                                                  | フランシス                       | テレビシリーズ、7エピソードに出演                   |
| 2012   | 29歳からの恋とセックス Lola Versus                            | ロビン                           |                                                     |
| 2014   | ボーイ・ソプラノ ただひとつの歌声 Boychoir                    | ミス・スティール                 |                                                     |
| 2018   | パトリオット Patriot                                          |                                  | テレビシリーズ                                      |
| 2020   | さよなら、私のロンリー Kajillionaire                          | テレサ・ダイン                   |                                                     |